# Epauletspreeuw

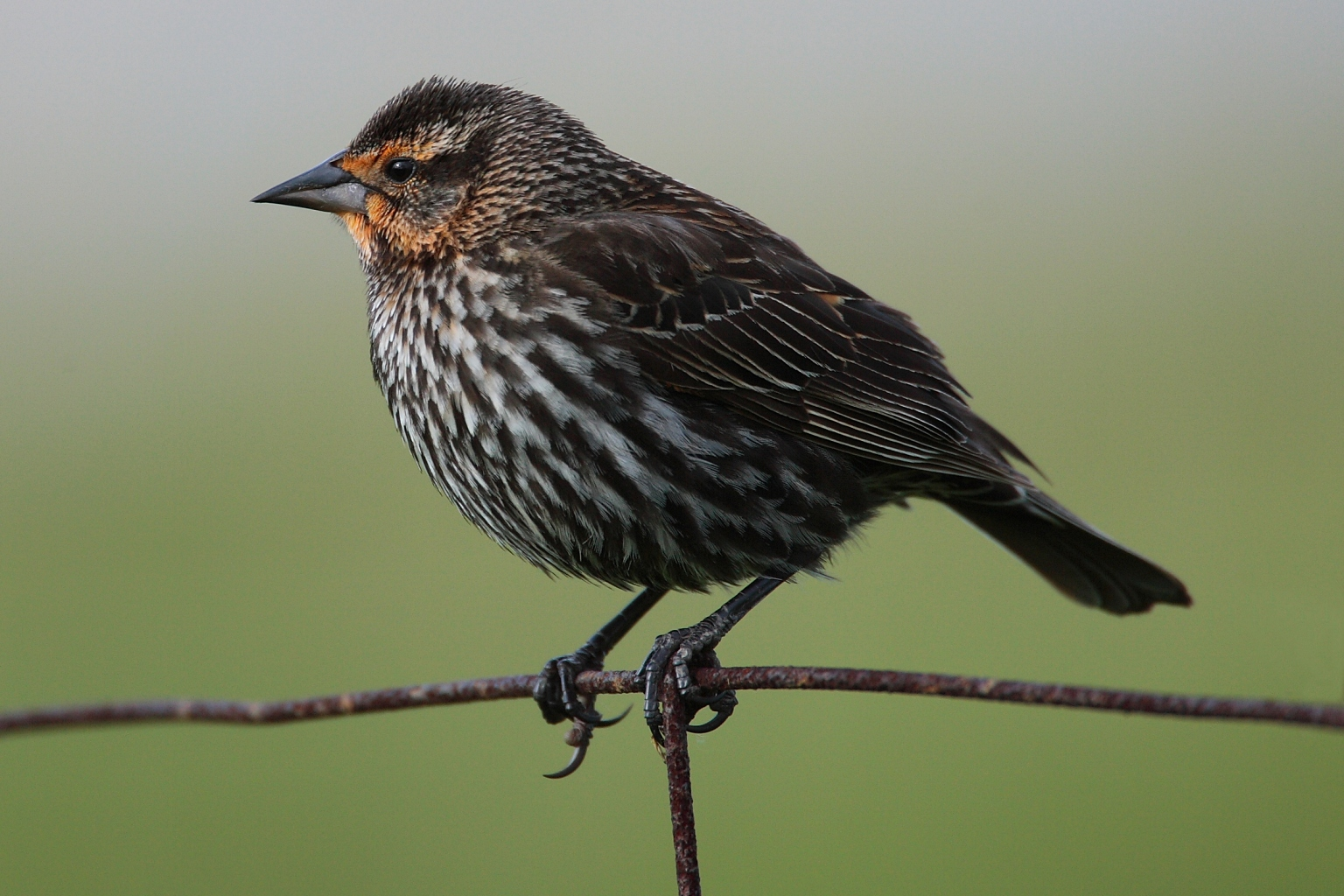
vrouwtje

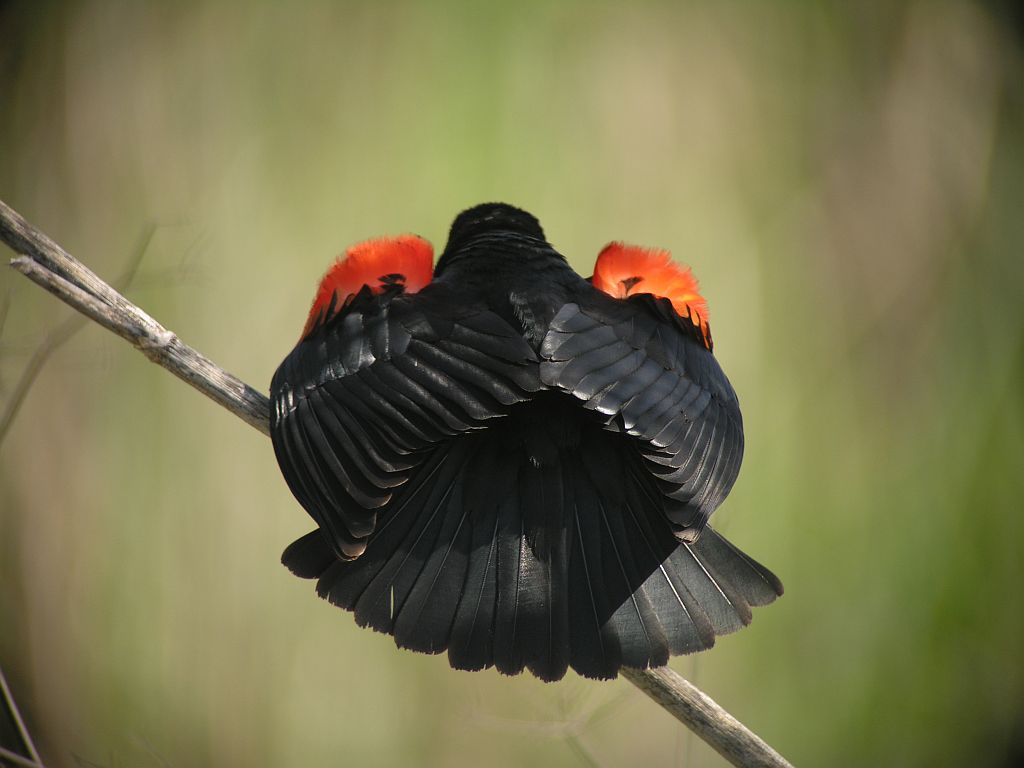
Zingend mannetje met gespreide vleugels. (Dit is een ondersoort waarbij de rode vlekken geen gele rand hebben)

De epauletspreeuw (Agelaius phoeniceus) is een zangvogel uit de familie van de troepialen. Dit zijn alleen in de Nieuwe Wereld voorkomende vogelsoorten. Het is een zeer algemene en veel bestudeerde vogel in Noord-Amerika.

## Kenmerken
De epauletspreeuw heeft een glanzend zwart verenpak, daarom wordt in het Nederlands de vogel als spreeuw aangeduid. Bij een onzorgvuldige vertaling uit het Engels (w:en:Red-Winged Blackbird) wordt de vogel ook wel merel genoemd. De soort is echter helemaal niet verwant aan spreeuwen of aan lijsters. De vogel komt uit een typisch Amerikaanse familie (Icteridae); deze familie staat het dichtst bij de ook in Europa voorkomende gorzen.
Het mannetje heeft een zwart verenkleed met rode vleugelvlekken. Deze vlekken zijn omringd door kleine gele of witte strepen. De vrouwtjes en jonge vogels hebben een gestreept, zwartbruin tot bruin verenkleed. De vogel is 18-24 centimeter lang en heeft een spanwijdte van 30-37 centimeter. De snavel is puntig en scherp en de stevige poten hebben vier tenen aan de voet, een naar achteren en drie naar voren.
Het mannetje spreidt zijn vleugels tijdens het zingen om zijn territorium af te bakenen en de aandacht van vrouwtjes op zich te vestigen. Hierbij zijn de vleugelvlekken opvallende goed zichtbaar.

## Leefwijze
's Zomers foerageren epauletspreeuwen op spinnen, zaden, granen, kevers, vlinders en andere insecten. Ook op vruchten, zoals bosbessen en bramen. De insecten worden gevangen in de lucht of op de grond. In de winter voeden zich voornamelijk met zaden en granen.

## Verspreiding en leefgebied
De soort telt 22 ondersoorten:
- A. p. arctolegus: zuidoostelijk Alaska, het westelijke deel van Centraal-en centraal Canada en de noordelijk-centrale Verenigde Staten.
- A. p. fortis: de westelijk-centrale en zuidelijk-centrale Verenigde Staten.
- A. p. nevadensis: inlands zuidwestelijk Canada en de noordwestelijke en westelijke Verenigde Staten.
- A. p. caurinus: de zuidwestkust van Canada en de noordwestelijke en westelijke Verenigde Staten.
- A. p. sonoriensis: de zuidwestelijke Verenigde Staten en noordwestelijk Mexico.
- A. p. nyaritensis: van westelijk Mexico tot westelijk El Salvador.
- A. p. grinnelli: van El Salvador tot noordwestelijk Costa Rica.
- A. p. phoeniceus: zuidoostelijk Canada en de oostelijke Verenigde Staten.
- A. p. littoralis: de zuidoostkust van de Verenigde Staten van Texas tot Florida.
- A. p. mearnsi: van zuidoostelijk Georgia tot het zuidelijke deel van Centraal-Florida (de zuidoostelijke Verenigde Staten).
- A. p. floridanus: zuidelijk Florida (de zuidoostelijke Verenigde Staten).
- A. p. megapotamus: van zuidelijk Texas (de zuidelijk-centrale Verenigde Staten) tot oostelijk Mexico.
- A. p. nelsoni: het zuidelijke deel van Centraal-Mexico.
- A. p. richmondi: van zuidoostelijk en zuidelijk Mexico tot noordelijk Costa Rica.
- A. p. arthuralleni: noordelijk Guatemala.
- A. p. brevirostris: van noordoostelijk Honduras tot zuidoostelijk Nicaragua.
- A. p. bryanti: de noordwestelijke Bahama's.
- A. p. aciculatus: Kern County (zuidelijk Californië in de zuidwestelijke Verenigde Staten).
- A. p. neutralis: zuidelijk Californië (de zuidwestelijke Verenigde Staten) en noordwestelijk Mexico.
- A. p. mailliardorum: de kust van centraal Californië (de westelijke Verenigde Staten).
- A. p. californicus: inlands centraal Californië (de westelijke Verenigde Staten).
- A. p. gubernator: centraal Mexico.

De epauletspreeuw is een veel voorkomende bewoner van rivierdalen in de buurt van moerassen, natte graslanden, weilanden of akkers in Noord-Amerika. Vogels in het noordelijk deel van het verspreidingsgebied zijn trekvogels die overwinteren in Midden- en Zuid-Amerika van Baja California naar Florida. In het voorjaar trekken zij in grote groepen naar de broedgebieden in het noorden van Noord-Amerika en het zuidoosten van Alaska en Canada.
De broedtijd is van februari tot augustus. Het mannetje blijft trouw aan de plaats van het nest, vrouwtjes kiezen elk jaar een andere broedplaats.

## Relatie tot de mens
Epauletspreeuwen verzamelen zich buiten het broedseizoen in grote groepen. Tot ergernis van veel boeren veroorzaken zij daarbij aanzienlijke schade aan boomgaarden en graanvelden. Daarom wordt de vogel bestreden.
Deze vogelsoort kwam begin 2011 uitgebreid in het nieuws omdat in de Verenigde Staten op een snelweg bij Pointe Coupee Parish (Louisiana) en in Beebe (Arkansas) honderden epauletspreeuwen uit de lucht vielen en/of dood op straat lagen. Bij onderzoek bleek geen sprake van vergiftiging of een plotseling optredende ziekte. Deskundigen vermoedden dat het ging om aanvaringen. Grote, dichte groepen waren mogelijk 's nachts opgeschrikt door vuurwerk en in het donker snel weggevlogen en ergens tegenaan gebotst of hadden massaal een harde landing op het wegdek gemaakt.
|  |  |